# Usellus
Usellus är en ort och kommun i provinsen Oristano i regionen Sardinien i Italien. Kommunen hade 765 invånare (2017).